# Víc než Gottzila
Víc než Gottzila je druhé studiové album popového dua Těžkej Pokondr. Bylo vydáno v roce 1998 v Česku a na Slovensku pod značkou
BMG Ariola. Prodáno bylo kolem 99 000 kusů nosičů.
V dubnu 1999 byla vydána reedice alba pod názvem Víc než Gottzila - Platinová edice. Toto album obsahuje, oproti původnímu, tři písně navíc.

## Seznam skladeb
| Pořadí | Název                                                                               | Hudba                                              | Text                        | Délka |
| ------ | ----------------------------------------------------------------------------------- | -------------------------------------------------- | --------------------------- | ----- |
| 1.     | Felicie (originál: Al Bano & Romina Power – Felicità)                               | Cristiano Minellono, Gino De Stefani, Dario Farina | Lou Fanánek Hagen           | 3:38  |
| 2.     | Zuby, zuby, zuby (originál: Modern Talking – Brother Louie '98)                     | Dieter Bohlen                                      | Vít Rotter                  | 3:26  |
| 3.     | Džíny (originál: Falco – Jeanny)                                                    | Rob Bolland, Ferdi Bolland, Falco                  | Lou Fanánek Hagen           | 5:37  |
| 4.     | Vodka mizí (originál: F. R. David – Words)                                          | F. R. David, Marty Kupersmith, Louis S. Yaguda     | Lou Fanánek Hagen           | 3:05  |
| 5.     | Táta (originál: Lunetic – Máma)                                                     | Stano Šimor                                        | Dan Hádl, Lou Fanánek Hagen | 3:34  |
| 6.     | Kung-Fu fandím (originál: Bus Stop feat. Carl Douglas – Kung Fu Fighting)           | Biddu Appaiah                                      | Lou Fanánek Hagen           | 3:43  |
| 7.     | Je jaký je (originál: Karel Gott – Je jaká je (Drupi – Sereno è))                   | Enrico Riccardi, Luigi Albertelli                  | Lou Fanánek Hagen           | 3:51  |
| 8.     | Strejda Honza (originál: Ottawan – Hands Up (Give Me Your Heart))                   | Daniel Vangarde, Jean Kluger                       | Lou Fanánek Hagen           | 3:19  |
| 9.     | Prázdnej špajz (originál: Kim Carnes – Bette Davis Eyes)                            | Donna Weiss, Jackie DeShannon                      | Lou Fanánek Hagen           | 3:22  |
| 10.    | Zrady kul (originál: Boney M. – Daddy Cool)                                         | Frank Farian, George Reyam                         | Lou Fanánek Hagen           | 3:26  |
| 11.    | Jako supi (Frankie, promiň) (inspirováno: Frank & Nancy Sinatra – Somethin' Stupid) | C. Carson Parks                                    | Lou Fanánek Hagen           | 2:52  |
| 12.    | GOTTZYMIX (mix písní z alba)                                                        | -                                                  | -                           | 5:03  |

### Víc než Gottzila - Platinová edice
| Pořadí | Název                                                      | Hudba                                       | Text              | Délka |
| ------ | ---------------------------------------------------------- | ------------------------------------------- | ----------------- | ----- |
| 13.    | Nájem zvedej (originál: Village People – Y.M.C.A.)         | Henri Belolo, Jacques Morali, Victor Willis | Lou Fanánek Hagen | 3:45  |
| 14.    | Zrady kul (Remix) (originál: Boney M. – Daddy Cool)        | Frank Farian, George Reyam                  | Lou Fanánek Hagen | 3:40  |
| 15.    | Nájem zvedej (Remix) (originál: Village People – Y.M.C.A.) | Henri Belolo, Jacques Morali, Victor Willis | Lou Fanánek Hagen | 5:48  |

## Sestava při nahrávání
- Roman Ondráček – vokály
- Miloš Pokorný – vokály
- Dan Hádl – produkce
- Miloš Skalka – úvod
- Alexander Hemala – hlas v písni "Džíny"[2]